# Ehrenfried Petras
Ehrenfried Petras (* 30. Mai 1930 in Breslau; † 29. Dezember 1980 in Ost-Berlin) war ein deutscher Mikrobiologe und Agent der DDR-Staatssicherheit.

## Leben
Petras wuchs in einer politisch links orientierten Familie in Schlesien auf. Sein Vater, Otto Petras, kämpfte im Widerstand gegen das nationalsozialistische Regime und starb kurz nach dem Krieg an den Folgen der Gestapo-Haft. 1949 wurde Petras in Hildesheim Mitglied der KPD, anschließend der FDJ. Nach Verdiensten als Gruppenleiter wurde er mit einem Stipendium zum Studium der Biologie an die Universität Jena entsandt. Dort wurde er im November 1952 vom DDR-Auslandsgeheimdienst Hauptverwaltung A angeworben. Unter dem Decknamen „Wolf“ kam er als „Inoffizieller Mitarbeiter auf Perspektive“ zurück in die Bundesrepublik. Seine Promotion erfolgte 1957 an der Universität Göttingen. Seine Promotion B erfolgte 1970 an der Universität Greifswald.
Petras erhielt Anfang der 1960er Jahre eine Stelle am neugegründeten Institut für Aerobiologie im sauerländischen Grafschaft, das sich unter anderem mit Nervengiften und Aerosolen befasste. Aufgrund seiner Vorgeschichte erhielt er kein Clearing des MAD und damit keinen Zugang zu Verschlusssachen. 1965 nahm ihn das Verteidigungsministerium aus dem eigenen Betreuungsbereich heraus und übertrug ihm andere Aufgaben. Petras wurde zum 1. Januar 1969 gekündigt. Vermutlich reiste er vor dem 20. November 1968 nach Ost-Berlin aus. Die Übersiedlung erfolgte über Moskau, nachdem die Staatssicherheit eine Enttarnung weiterer Agenten befürchtet hatte.
In Berlin trat er als Kronzeuge einer Desinformationskampagne der DDR auf (interner Name: „Aktion ,Verwüstung‘“), die Belege darüber konstruierte, dass die BRD ABC-Waffen herstelle. Petras wurde am 23. November 1968 in der Aktuellen Kamera interviewt und als vermeintlicher „Leiter eines der wichtigsten westdeutschen Labors“ vorgestellt. Am 6. Dezember 1968 verlas er auf einer großen Pressekonferenz für westliche Journalisten eine Erklärung, welche das Ministerium für Auswärtige Angelegenheiten der DDR unter dem Titel Dr. Petras schlägt Alarm veröffentlichte. Das westdeutsche Magazin konkret zitierte Petras 1969 in einer Reportage mit dem Titel Giftgas für die Bundeswehr, die unter anderem von Günter Wallraff verfasst wurde.
Nachdem die Aktion ab 1969 nicht weiterverfolgt wurde, verschwand Petras zunehmend aus der Öffentlichkeit. Eine vom Verlag der Nation geplante Autobiografie kam nicht zustande. Gesundheitliche Probleme und übermäßiger Alkoholkonsum führten laut Kollegen zu Verstößen gegen Arbeitsdisziplin und Arbeitsordnung, die 1974 in der Entlassung mündeten. Petras’ Sohn, der Theaterregisseur Armin Petras, berichtete später im Spiegel, sein Vater sei ein „gebrochener Mann“ und „Trinker“ gewesen und seine Ehe nach der Kampagne zerbrochen. Petras beantragte 1975 Invalidenrente und starb 1980 im Alter von 50 Jahren.

## Schriften
- Untersuchungen über den Nucleinsäure- und Phosphat-Haushalt von Mikroorganismen, Göttingen, Math.-naturwiss. F., Diss. v. 30. Juli 1957
- mit Karl Bisa: Überlebenschancen von Mikroorganismen im Milieu von Ionosphäre und Stratosphäre, München : Deutsche Ges. f. Flugwissenschaften e.V., Zentralstelle f. Luftfahrtdokumentation u. -information, ZLDI
- Erklärung von Herrn Dr. rer. nat. Ehrenfried Petras, ehemals Leiter des Labors fur Mikrobiologie des westdeutschen Institutes für Aerobiologie in Grafschaft/Sauerland. In: Ministerium für Auswärtige Angelegenheiten der DDR (Hrsg.): Dr. Petras schlägt Alarm. Dresden: Zeit im Bild, 1968, S. 7–18.
- Probleme der aerobiologischen und exobiologischen Forschung, Greifswald, Univ., Wissenschaftl. Rat, Diss. B, 1971